# Evolution Theory
Evolution Theory – debiutancki album studyjny brytyjskiej grupy rockowo-dubstepowej Modestep, wydany 11 lutego 2013 roku przez A&M Records. Początkowo na albumie miał się pojawić utwór "We Will Not Fall" z gościnnym udziałem Foreign Beggars, lecz ostatecznie zastąpił go utwór "Freedom".

## Lista utworów
1. "Show Me a Sign" - 4:27
2. "Another Day" (Modestep & Popeska) - 4:16
3. "Evolution Theory" (Modestep, D Power, Jammin, Frisco & Jammer) - 4:13
4. "Sunlight" - 3:46
5. "Praying for Silence" (Modestep & Document One) - 4:11
6. "Freedom" - 3:02
7. "Time" - 4:40
8. "Burn" (Modestep & Newham Generals) - 4:26
9. "To the Stars" - 3:56
10. "Leave My Mind" - 4:32
11. "Take it All" (Modestep & Koven) - 4:12
12. "Feel Good" - 4:10
13. "Bite the Hand" - 3:53
14. "Up" - 3:45
15. "Saved the World" - 3:39

Edycja Deluxe
1. "Flying High" - 3:57
2. "Slow Hand" - 4:05
3. "Another Day" (xKore Remix) (Modestep & Popeska) - 4:19
4. "Another Day" (Smooth Remix) (Modestep & Popeska) - 5:06
5. "Another Day" (MJ Cole Remix) (Modestep & Popeska) - 5:42
6. "Sunlight" (Zomboy Remix) - 4:00
7. "Feel Good" (Document One Remix) - 4:55
8. "Show Me a Sign" (Popeska Remix) - 4:08
9. "Evolution Theory" (Teddy Killerz Remix) (Modestep, D Power, Jammin, Frisco & Jammer) - 3:58